# Dalida
Dalida (Caïro, 17 januari 1933 — Parijs, 3 mei 1987), artiestennaam van Iolanda Cristina Gigliotti, was een Franse zangeres en actrice van Italiaanse afkomst. Met meer dan 170 miljoen verkochte platen is zij niet alleen een van Frankrijks succesvolste artiesten, maar zij wordt ook gezien als de - samen met Edith Piaf - belangrijkste Franse zangeres van de 20e eeuw.

## Biografie
Geboren in het stadsdeel Shoubra van de Egyptische hoofdstad Cairo, werd Iolanda Cristina Gigliotti in 1954 tweede bij de missverkiezing Bathing Beauties, wat haar rolletjes in B-films opleverde. Op kerstavond van datzelfde jaar vertrok ze naar Frankrijk voor een carrière als zangeres en actrice. Ze noemde zichzelf toen Delila, naar de Bijbelse vrouw met die naam. In Parijs veranderde ze dat op aanraden van Alfred Machard in Dalida. Ze brak door met een Italiaans getint repertoire en cultiveerde haar 'exotische' uitstraling met een grote bos zwarte krullen en donker omrande ogen. In 1957 had ze in Frankrijk een hit met het lied Bambino, dat 39(!) weken lang de hitlijst aanvoerde. Op 26 februari 1967 ondernam Dalida haar eerste zelfmoordpoging, nadat haar verloofde Luigi Tenco in hun hotelkamer in San Remo met een kogel door zijn hoofd zelfmoord had gepleegd en Dalida zijn stoffelijk overschot ontdekte. Aan het einde van de jaren zestig stapte ze over op haar typerende, blonde kapsel; later rood. Aan het begin van de jaren zeventig verdiepte ze haar repertoire door werk van Léo Ferré en Jacques Brel op te nemen.
Paroles, paroles en Gigi l'amoroso, het gezongen verhaal van een Napolitaanse hartenbreker die, na een mislukt avontuur in Hollywood, terugkeert naar zijn geboortedorp, waren haar grootste hits. Daarna besloot ze, op aanraden van haar broer Orlando, die tevens haar manager was, zich te richten op de opkomende disco. Met J'attendrai, een cover van een chanson van Rina Ketty uit 1938, scoorde ze in 1976 de eerste Franstalige discohit. Daarna volgde nog de disco-opvolger van Gigi l'amoroso, Gigi in Paradisco waarin Gigi na zijn dood in de hemel in het Engels zingt. In 1970 werd ook het nummer Darla Dirladada internationaal een grote hit. Wereldwijd verkocht zij veel singles en albums. Vooral in Frankrijk, Italië, België, Zwitserland, Duitsland, Egypte, Canada, het Midden-Oosten en Japan was zij razend populair.

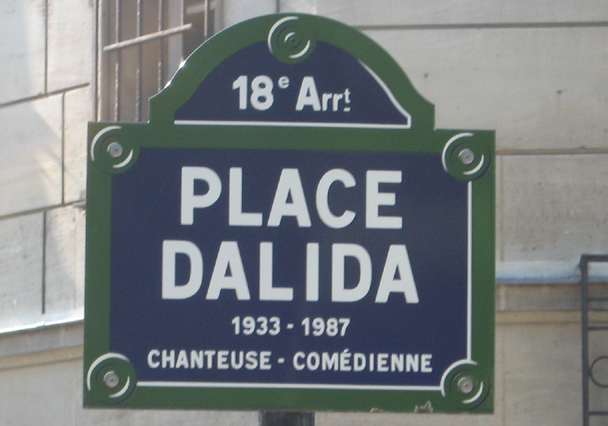
Place Dalida (18e arrondissement van Parijs)

In de jaren tachtig dwong een oogkwaal, die uit haar jeugd stamde, haar tot enkele operaties die weinig verbetering brachten. Ze zag steeds minder met haar linkeroog en keek vaak scheel. Ook haar relaties met mannen waren weinig gelukkig. Drie mannen met wie ze een al dan niet langdurige, doch erg innige relatie onderhield, pleegden zelfmoord, onder wie Luigi Tenco en Lucien Morisse.
Ze speelde nog in een film, genaamd De Zesde Dag, waarvoor ze terugkeerde naar Egypte. Moe van alle problemen maakte ze in de nacht van 2 op 3 mei 1987 in Parijs met pillen een eind aan haar leven. Ze liet een briefje na met de woorden: «la vie m'est insupportable, pardonnez-moi» (het leven is ondraaglijk voor mij, vergeef me). Na haar dood werd Dalida een groot voorbeeld voor de nieuwe generatie zangeressen. Dalida wordt samen met Édith Piaf beschouwd als de populairste en invloedrijkste Franse zangeres uit de 20e eeuw.
Een aantal jaren na haar dood werd onder grote belangstelling de Place Dalida plechtig ingehuldigd in Parijs (18e arrondissement), dichtbij haar voormalige woning in de wijk Montmartre en vlakbij Place du Tertre. Op het pleintje staat een bronzen borstbeeld van Dalida. Het is het enige beeld in Montmartre van een kunstenaar. In dezelfde wijk ligt Dalida begraven, namelijk op Cimetière de Montmartre, waar veel bekende personen liggen.

## Discografie
De singles van Dalida met een hitnotering in de Nederlandse Top 40:
| Single met eventuele hitnotering(en) in de Nederlandse Top 40 | Datum van verschijnen | Datum van binnenkomst | Hoogste positie | Aantal weken | Opmerkingen                                |
| ------------------------------------------------------------- | --------------------- | --------------------- | --------------- | ------------ | ------------------------------------------ |
| Les enfants du Pirée                                          |                       | 14-10-1960            | 2               | 17           |                                            |
| Les enfants du Pirée                                          |                       | 24-2-1961             | 15              | 7            |                                            |
| Pepe                                                          |                       | 28-4-1961             | 10              | 8            | #                                          |
| Parole parole                                                 |                       | 8-12-1973             | tip             |              | met Alain Delon / Alarmschijf              |
| Gigi l'amoroso                                                |                       | 3-8-1974              | 2               | 14           | #2 in de Nationale Hitparade / Alarmschijf |
| Ne lui dis pas                                                |                       | 24-1-1976             | tip             |              |                                            |
| J'attendrai                                                   |                       | 21-2-1976             | 8               | 7            | #9 in de Nationale Hitparade / Alarmschijf |

| Single met hitnotering(en) in de Vlaamse Ultratop 50 | Datum van verschijnen | Datum van binnenkomst | Hoogste positie | Aantal weken | Opmerkingen |
| ---------------------------------------------------- | --------------------- | --------------------- | --------------- | ------------ | ----------- |
| Bambino                                              | 1957                  | 01-02-1957            | 5               | 24           |             |
| Dans le bleu du ciel bleu                            | 1958                  | 01-06-1958            | 5               | 28           |             |
| Piccolissima serenata                                | 1958                  | 01-06-1958            | 9               | 16           |             |
| Come prima                                           | 1958                  | 01-10-1958            | 1(1wk)          | 24           |             |
| Romantica                                            | 1960                  | 01-06-1960            | 10              | 12           |             |
| Les enfants du Pirée                                 | 1960                  | 01-07-1960            | 2               | 28           |             |
| Gigi l'amoroso                                       | 1974                  | 29-06-1974            | 1(1wk)          | 19           |             |
| J'Attendrai                                          | 1976                  | 21-02-1976            | 4               | 9            |             |
| Bésame mucho                                         | 1976                  | 26-06-1976            | 27              | 1            |             |
| Monday tuesday... Laissez-moi danser                 | 1979                  | 21-07-1979            | 22              | 4            |             |

## NPO Radio 2 Top 2000
| Nummers met noteringen in de NPO Radio 2 Top 2000 | '99  | '00  | '01  | '02  | '03  | '04  | '05  | '06  | '07  | '08  | '09  | '10  | '11  | '12  |
| ------------------------------------------------- | ---- | ---- | ---- | ---- | ---- | ---- | ---- | ---- | ---- | ---- | ---- | ---- | ---- | ---- |
| Gigi l'amoroso                                    | 1305 | 1257 | 1401 | 1449 | 1592 | 971  | 1464 | 1209 | 1207 | 1231 | 1303 | 1354 | 1474 | 1947 |
| Paroles, paroles (met Alain Delon)                | 1780 | -    | 1391 | 1752 | 1954 | 1338 | 1588 | 1500 | 1702 | 1593 | 1514 | 1752 | 1982 | 1942 |

1. ↑  Een '-' betekent dat het nummer niet was genoteerd en een vetgedrukt getal geeft de hoogste notering van een nummer aan.
2. ↑  Deze tabel is bijgewerkt tot en met de meest recente editie (2024).

## Filmografie
Als actrice speelde Dalida in de films:
- 1954: Joseph and his brothers
- 1954: The mask of Toutankhamon
- 1954: A glass and a cigarette
- 1957: Brigade des mœurs
- 1958: Rapt au deuxième bureau
- 1960: Parlez-moi d'amour
- 1963: L'inconnue de Hong Kong
- 1965: Ménage à l'Italienne
- 1968: Io ti amo
- 1977: Comme sur des roulettes
- 1977: Dalida pour toujours (documentaire)
- 1986: Le sixième jour

## Hits in Duitsland
- 1959 - Am Tag als der Regen kam
- 1961 - Pepe
- 1974 - Er war gerade 18 Jahr

## Trivia
- Dalida werd in Nederland opnieuw bekend toen Mart Smeets vanaf de start in 2003 als afsluiter van zijn NOS-programma De Avondetappe, over de Tour de France, het liedje Buenas Noches Mi Amor (1957) begon te draaien.
- Dalida werd 55 keer bekroond met goud en is de eerste artiest die geprezen werd met de diamanten plaat.